# Венгино
Венгино — опустевшая деревня в Чухломском муниципальном районе Костромской области. Входит в состав Повалихинского сельского поселения

## География
Находится в северной части Костромской области на расстоянии приблизительно 23 км на восток-северо-восток по прямой от города Чухлома, административного центра района на правом берегу речки Ножига.

## История
Известно, что в 1621 году здесь была усадьба А. Г. Купреянова. Позднее усадьба принадлежала до 1861 года его потомкам. Позже перешла купцу В. Н. Канаеву. В 1907 году здесь было учтено 6 дворов.

## Население
Постоянное население составляло 33 человека (1897), 31 (1907), 0 в 2002 году (русские 100 %), 9 в 2022.